# Sampoi Ajad
Sampoi Ajad is een bestuurslaag in het regentschap Bireuen van de provincie Atjeh, Indonesië. Sampoi Ajad telt 894 inwoners (volkstelling 2010).